# Sumner Paine
Sumner Paine, född 13 maj 1868 i Boston, död 18 april 1904 i Boston, var en amerikansk sportskytt.
Paine blev olympisk guldmedaljör i fripistol vid sommarspelen 1896 i Aten.